# Риччо, Эрос
Эрос Риччо (итал. Eros Riccio, 1 декабря, 1977, Лукка, Италия) — итальянский шахматист, гроссмейстер ИКЧФ (международной федерации шахматной игры по переписке), чемпион по продвинутым шахматам, вице-чемпион Европы. Завоевал бронзовую медаль в составе итальянской сборной на чемпионате ИКЧФ. Является чемпионом мира по версии FICGS (Бесплатного игрового Интернет-сервера). Автор книги шахматных дебютов «Сикандар». 
Он особенно хорошо играет в продвинутые шахматы, инициированные Гарри Каспаровым. После победы в восьмом ПAЛ/ЧСС Фристайл турнир, спонсором которой является группа ПAЛ в Абу-Даби, Риччо выиграл многие турниры продвинутые шахматы, в которых он принимал участие.
С ФИКГС он выиграл четырнадцать чемпионатов мира.
В 2013 году он выиграл Мемориал Уманского, организованный Русской Федерацией шахмат в честь М. И. Уманского.